# Salvatore Pucci
Salvatore Pucci (Nocera Inferiore, 1894 – Portici, 1977) was een Italiaans componist, dirigent en muziekuitgever.

## Levensloop
Pucci speelde al op 8-jarige leeftijd in de plaatselijke banda (harmonieorkest) mee. Tot 1950 was hij als muzikant actief en speelde vooral cornet en bugel (flicorno) in verschillende harmonieorkesten. Later werd hij militaire kapelmeester en was dirigent van diverse civiele harmonieorkesten. In zijn geboorteplaats richtte hij een muziekuitgeverij op. Naast eigen composities publiceerde hij werken van andere componisten. Hij bewerkte veel klassieke werken voor banda (harmonieorkest) (Treurmars uit de pianosonate op. 35 nr. 2 van Frédéric Chopin, Casta diva uit de opera Norma van Vincenzo Bellini, Aida marcia trionfale uit de gelijknamige opera van Giuseppe Verdi, Caro nome en E' strano è strano voor bugel in Es en harmonieorkest uit de opera La Traviata van Giuseppe Verdi ezv.), maar ook voor Fanfara, zo is de naam van het fanfareorkest in Italië. 
Hij was onder andere voorzitter van de Associazione Nazionale che raduna le Bande Musicali Autonome (ANBIMA) voor de regio Campania.

## Composities

### Werken voor harmonieorkest
- A mia Madre, Marcia religiosa
- Ai Caduti in Guerra, Marcia funebre
- Augurio, Marcia sinfonica
- Canti dell'Unità d'Italia, fantasia
  1. Adunata è bersagliere
  2. addio, mia bella, addio
  3. la bandiera dei 3 colori
  4. inno militare
  5. piume al vento
  6. il Bersagliere
  7. su Lombardi, all'armi
  8. la bella Gigogin
  9. delle spade il fiero lampo
  10. o giovani ardenti
  11. camicia rossa
  12. fanfara dei bersaglieri (flic-floc)
- Canti della montagna
  1. cappello (la penna nera)
  2. dove sei stato mio bell'alpin
  3. quel mazzolin di fiori
  4. la violetta
  5. la licenza
  6. la rivista del corredo (e le stellette)
  7. sul ponte di bassano
  8. il 29 giugno
  9. o Dio del cielo
  10. Montenero
  11. il testamento del capitano
  12. di là dal Piave
- Canti popolari, fantasia
  1. La morettina (la ricciolina)
  2. ta-pum
  3. l'osteria
  4. è arrivà
  5. sulle balze del trentino
  6. piume baciatemi
  7. mi sun alpino
  8. la tradotta
  9. o macchinista
  10. non sarà più la tromba
  11. finale

- Canzoniere napoletano
- Casanova, Marcia sinfonica
- Celina, Marcia sinfonica
- Come il vino, Marcia sinfonica
- Diabolico, Marcia sinfonica
- Elva, Marcia sinfonica
- Esaurito, Marcia brillante
- Eterna Pace, treurmars
- Fantasia popolare, Fantasia di melodie famose
- Fantasia veneziana, Fantasia variazioni sul "Carnevale di Venezia"
- Fiorella, Marcia brillante
- Gioventù, Sinfonia originale
- Giri di valzer
- Gli opportunisti, Marcia brillante
- Il cuore Sogna, marslied in het tempo van een dans
- Incredibile, Marcia sinfonica
- Isabella, Marcia brillante
- La canzonetta
  1. A tazza ‘e cafè-Silenzio cantatore-
  2. ‘Na sera ‘e maggio
  3. l’Addio del Bersagliere
  4. Cara piccina-Napule è chino ‘e femmene
  5. Dicitincello vuie
  6. Tic tì tic tà
  7. Munastero ‘e Santa Chiara
  8. Tutta pè mme!
  9. Come le rose
  10. Simmo a Napule...
  11. Paisà!
  12. Finale

- Leo, Marcia brillante
- Loredana, Marcia brillante
- Magnanimo, Marcia sinfonica
- Marcellina, Marcia sinfonica
- Marcia dei filibustieri, Marcia brillante
- Marcia Nocerina
- Maria, mars
- Matusa, Marcia brillante
- Nando, Marcia sinfonica
- Nerina, Marcia sinfonica
- Nina, Marcia brillante
- Pappagone, Marcia brillante
- Pataccone, Marcia brillante
- Pierina, Marcia spagnola
- Potpourri marciabile
- Qarantotto, Marcia sinfonica
- Questa e' la vita, Marcia sinfonica
- Rita, Marcia brillante
- Rivoli, Marcia sinfonica
- Rondinella, Marcia Orientale
- Santa Cecilia, Marcia religiosa
- Se son rose Fioriranno, Marcia sinfonica
- Sempre in gamba, Marcia sinfonica
- Si spezza ma non si piega, Marcia brillante
- Stelutis alpinis
- Ti conosco Mascherina, Marcia sinfonica
- Tristezza, treurmars
- Venditori di fumo, Marcia sinfonica
- Villaflora, Marcia sinfonica
- Vivace Lotta, Marcia sinfonica

### Werken voor Fanfara (fanfareorkest)
- 1° Raccolta per Fanfara
  1. Passo di corsa
  2. Marcia d’ordinanza
  3. Marcia dei Bersaglieri FLIC E FLOK
  4. Marcia Bersaglieresca
  5. Marcia a Roma
- 2° Raccolta per Fanfara
  1. Il Bersagliere
  2. Piume Baciatemi
  3. Bersaglierersca
  4. L’addio del Bersagliere
  5. Piume al vento
  6. Marcia d’ordinanza degli Alpini
- 3° raccolta per Fanfara
  1. Trenta soldi
  2. Baffone
  3. Colonnello
  4. Reggimento di Papà
  5. marcia n° 3
  6. Marcia treno

### Vocale muziek
- 1931 Canto dei giovani italiani, voor zangstem en piano - tekst: Carmine Calandra

### Pedagogische werken
- Album di pezzi celebri per Clarinetto
- L'Album del Concertista, voor sopraan-bugel in Es (Flicornino mib)
- Melodie verdiane (soli di brani da opere), voor sopraan-bugel in Es (Flicornino mib)
- Melodie verdiane (Soli di brani da Opere), voor eufonium (Flicorno Baritono)
- Melodie verdiane (soli di brani da Opere), voor bariton (Flicorno Tenore)
- Passi difficili tratti da Opere, voor tuba
- Raccolta di brani da Opere, voor sopraan-bugel in Es of trompet
- Raccolta di brani da Opere, voor eufonium (Flicorno Baritono)
- Raccolta di brani da Opere, voor bariton (Flicorno Tenore)
- Raccolta di passi e brani per Clarinetto vol. 1°
- Raccolta di passi e brani per Clarinetto vol. 2°
- Raccolta di Romanze, voor sopraan-bugel in Es (Flicornino mib)
- Raccolta di Romanze, voor bariton (Flicorno Tenore)
- Raccolta di soli e brani per Corno, voor hoorn